# Dagens PS
Dagens PS Media AB är en svensk näringslivsinriktad nättidning som startade 2004. Dagens PS koncept var från början  att skriva om ("rewrite") andra mediers nyheter och publicera dem på hemsidan. Redaktörerna väljer ut och redigerar nyheter från ett 60-tal olika källor för att samla dem på ett ställe. Sedan 2020 har det satsats på datadriven publicering.

## Historia
Dagens PS tidigare ägare hade tidigare grundat och drivit affärstidningen Vision. Den tidningen förvärvades av Stenbecksägda Modern Times Group, MTG, som valde att slå ihop Vision med Finanstidningen. Den sammanslagna produkten blev dagstidningen Finans Vision, FV. I efterdyningarna av ägaren Jan Stenbecks död las Finans Vision också ned, och återuppstod i form av Dagens PS. 
År 2020 köptes Dagens PS av en grupp investerare och Mats Hedberg, tidigare ekonomijournalist. Chefredaktör och ansvarig utgivare är Mikael Gullström som drivit Dagens PS sedan 2018.
Dagens PS är sedan 2024 en del av Relevance Communication Nordic AB som är ett svenskt mediehus grundat våren 2024. Bolaget arbetar för att utveckla datadrivna system för nischmedia och kringliggande tjänster. I Relevance-gruppen finns titlar som News55, Hälsa55, E55, Dagens PS, Realtid samt bemanningsbolaget Jobb55. Bolagets aktie är föremål för handel på Nordic SME med Eminova Fondkommission AB som mentor.